# Аквамарин
 Тази статия е за минерала.  За цвета вижте аквамарин (цвят).  
Аквамаринът е скъпоценен камък, разновидност на минерала берил с нежносин до синьозелен цвят.   Името му произлиза от латинското aqua marina – морска вода, защото цветът на камъка напомня този на морската вода.
Най-богатите находища на аквамарин се намират в Бразилия. Там е открит и най-големият кристал аквамарин с тегло 110,5 кг, височина 45 – 50 см и диаметър 40 см. Той е идеално прозрачен, отвън светлозелен, в дълбочина – небесносин, а в междинната зона е жълтеникавозелен. В Бразилия е открит и 34-килограмовият аквамарин Марга Роха, който се използва като еталон за оценка на чистотата и интензивността на цвета на бразилските камъни от този вид.
Най-големият известен обработен камък тежи 2594 карата. За един от най-големите остенени аквамарини се приема този, вграден в короната на английската кралица с маса 920 карата. Друг голям и известен камък е аквамаринът, вложен на скиптъра на полския крал Станислав Август Понятовски с дължина около 30 см.
Големи и красиви екземпляри са открити в Източното Забайкалие (82 кг), Урал (125 см), Алтай (61х15 см), Украйна (27 см), Индия, САЩ и на много други места. Макар и рядко в България аквамарин се среща сред пегматитите на Рила и Родопите.
Смята се, че аквамаринът може да укротява морските бури. Той е талисман на вярната любов, съхранява приятелството и справедливостта. Някога се е считало, че укрепва сърцето, помага при заболявания на белия дроб, кожата и нервната система. Астролозите го препоръчват на родените под знака на Близнаци, Везни, Водолей и Риби. Някога аквамарините украсявали царските корони.